# خوسيه كارلوس أمارال فييرا
خوسيه كارلوس أمارال فييرا (بالبرتغالية: José Carlos Amaral Vieira) هو عازف بيانو وملحن برازيلي، ولد في 2 مارس 1952 في ساو باولو في البرازيل.

## وصلات خارجية
- الموقع الرسمي
- خوسيه كارلوس أمارال فييرا على موقع ميوزك برينز (الإنجليزية)